# 北辛东北遗址
北辛东北遗址，位于山东省滕州市官桥镇，是入选中华人民共和国山东省省级文物保护单位之一。2013年，该遗址列入第四批山东省文物保护单位，该文物保护单位是一座古遗址。